# Meerestechnik
Die Meerestechnik (engl. Marine Technology) ist ein hochspezialisierter Bereich der Ingenieurwissenschaften, welche ingenieurtechnische Leistungen im gesamten marinen Aktionsraum und den anschließenden Randzonen umfasst.

## Gesellschaftspolitische Bedeutung der Meerestechnik
Die Meerestechnik entwickelt Lösungen für gesellschaftsrelevante Probleme unserer Zeit. Unter dem gemeinsamen Begriff der Meerestechnik können mehrere Sparten mit differenzierbaren Schwerpunkten unterschieden werden.
Diese teils miteinander verzahnten Sparten reichen vom Schiffbau, über den off-shore Konstruktionsbau, bis hin zur Energiegewinnung und der Erschließung von Lagerstätten. Aber auch die Entwicklung hochspezialisierter Messtechnik und deren Einsatz in der Meeresforschung gehört zu den Aufgabengebieten. Praktische Messungen auf See dienen neben der Grundlagenforschung und einem besseren Verständnis der Meere auch zur Validierung von Daten, die z. B. durch Satelliten erhoben werden und erfahren eine wiederum spartenübergreifende Nutzung.
Die Gesamtheit aller Sparten der Meerestechnik stellen einen zunehmend wichtiger werdenden Baustein der gesamtdeutschen Wirtschaft. Mit einem gesamtökonomischen Effekt von rund 34,2 Mrd. Euro und einer Wertschöpfung von etwa 12,9 Mrd. Euro entspringen diesem Bereich etwa 180.000 Arbeitsplätze in Deutschland (Zahlen aus einer Studie von 2021 für das Bundesministerium für Wirtschaft und Klimaschutz). Durch die breite Aufstellung und hohe Diversifizierung sind diese Zahlen nicht an einzelne Regionen oder Schwerpunktbranchen gebunden, sondern querschnittlich in Wirtschaft und Gesellschaft verankert. Für ein außenhandelsorientiertes Land wie Deutschland ist die Wettbewerbsfähigkeit im marinen Sektor dabei von großer Bedeutung. Hierzu definiert der Bund zentrale Ziele für koordinierte Maßnahmen, deren Umsetzungen bedarfsorientiert gesteuert werden (z. B. Nationaler Masterplan Maritime Technologien Maritime Agenda 2025).

## Berufliche Klassifikation der Meerestechnik in Deutschland
Auf Grund der hohen Diversität ist die exakte Verortung des Berufes des Meerestechnikers schwierig. In Deutschland wird die Klassifikation der Berufe durch die Bundesagentur für Arbeit vorgenommen. Die dortige Einordnung unter dem Schlagwort ‚25244 – Berufe in der Schiffbautechnik‘ (Klassifikation der Berufe 2010 – überarbeitete Fassung 2020 Online-Ausgabe) spiegelt ein entsprechend reduziertes Gesamtbild wider. Dies Problem findet sich besonders bei Informationsportalen für Studieninteressierte wieder, welche die Klassifikation der Bundesagentur im Allgemeinen übernehmen. Studieninteressierte finden die Meerestechnik entsprechend oft nur reduziert als Untersparte des Schiffbaus, was nicht dem vollen Spektrum entspricht.
Die Gesellschaft für Maritime Technik (GMT) definiert die Meerestechnik alternativ als „alle industriell-technischen Disziplinen, die zur Nutzung und zum Schutz der Meere dienen“. Die Meerestechnik beschäftigt sich dabei nur mit einem Teil der Nutzungsmöglichkeiten der Meere. So sind nach der vorliegenden Abgrenzung die Meere als Transportweg, als Fanggrund oder als Urlaubsziel nicht Gegenstand meerestechnischer Disziplinen.
Der Bereich Meerestechnik außerhalb der Schiffstechnik umfasst ein breites Spektrum von technischen Gebieten, von denen jedes für sich die maritime Seite eines eigenständigen Industriezweiges ist. In Bereichen wie Offshore-Technik für die Öl- und Gasgewinnung, aber auch in der Polar- und Umwelttechnik zeichnen sich Marktpotenziale für die deutsche meerestechnische Industrie, vor allem für die Zulieferer, ab.
In einer Zusammenstellung aus unterschiedlichen Berufsverbänden und Interessensvertretungen lassen sich mehrere klar abgegrenzte Sparten zusammentragen, die teils sehr unterschiedliche Aufgaben vertreten:
- Seeschiffbau und Binnenschiffbau
- Off-shore Konstruktionen und Bauwerke
- Unterwassertechnik (z. B. Antriebe, Sonar, Schweißarbeiten, Tauchen, Verlegung)
- Unterwasserfahrzeuge wie ROVs, AUVs, Glider, Drifter oder ARGO-Floats
- Off-shore Windenergie
- Mariner Umweltschutz
- Zivile maritime Leit- und Sicherheitstechnik, incl. Teilgebieten von Navigation und Hydrografie
- Pipelines und Seekabeltechnik
- Polartechnik
- Off-shore Exploration, Meeresbodenbergbau und Betrieb
- Erneuerbare Energien
- Meeresforschungstechnik, besonders die Entwicklung von Messtechniken und -geräten der Meereskunde (Ozeanografie)
- Aqua- und Marikultur
- Küsteningenieurwesen, Küstenschutz und Wasserbau
- Marine Ressourcen
- Technologie der Marine und Küstenwache
- Marine Governance, regulatorische und behördliche Belange
- Blaue Biotechnologie

## Studienmöglichkeiten

### Meerestechnik mit Schwerpunkt Schiffbau und off-shore Konstruktionen
1973 wurde an der TU Berlin der erste deutsche Lehrstuhl für Meerestechnik gegründet. Erster Inhaber des Lehrstuhls an der Fakultät für Verkehrs- und Maschinensysteme wurde Günther Clauss.
An der Universität Rostock gibt es ebenfalls einen Lehrstuhl für Meerestechnik an der Fakultät für Maschinenbau und Schiffstechnik, Inhaber ist seit 2019 Sascha Kosleck als Nachfolger von Mathias Paschen.
An der Technischen Universität Hamburg-Harburg gibt es einen Studiengang Schiffbau und Meerestechnik.
Die Hochschule Bremen und die Fachhochschule in Kiel bieten ebenfalls Studiengänge in Schiffbau und Meerestechnik an. An der Hochschule Bremen hat der Master-Studiengang Schiffbau und Meerestechnik erstmals im Sommersemester 2009 Studierende aufgenommen, zuvor war dort der Abschluss nur mit einem Bachelor-Grad möglich.
An der Hochschule Emden/Leer kann am Fachbereich Seefahrt und Maritime Wissenschaften im Studiengang Maritime Technology and Shipping Management (B.Sc.) der Schwerpunkt „Ship and Environmental Engineering“ studiert werden. Eine Vertiefung des Gelernten ist im internationalen Masterstudiengang Maritime Operations (M.Sc.) möglich. Schwerpunkte bilden innovative Schiffsantriebe mit Flettner-Rotoren und Offshore Technologien.

### Meerestechnik mit Schwerpunkt Meeresforschung und Umweltmesstechnik
Seit dem Wintersemester 2010/11 bietet die Jade Hochschule am Campus Wilhelmshaven den Bachelor-Studiengang Mechatronik mit der Studienrichtung Meerestechnik sowie seit 2012/13 den Bachelor-Studiengang Meerestechnik an. Die mit dem Standort verbundene Charakteristik prägt die Grundlage für Forschung und Lehre rund um den marinen Campus. Bei den Studiengängen handelt es sich um marin orientierte Ingenieursstudiengänge, welche Elemente der Mechanik, Elektronik, Informatik und Robotik in einem anwendungsbezogenen Rahmen vereinen. Dies bildet die Grundlage für komplexe Spezialisierung, angefangen von automatisierten Systemen im marinen Aktionsraum bis hin zur Erfassung von zentralen aquatischen Messgrößen.
Eine thematische Fortführung des Bachelor-Studiums 'Meerestechnik' an der Jade Hochschule ist im konsekutiven Master-Studiengang Marine Sensorik an der Universität Oldenburg möglich. Dieser rundet die wissenschaftliche Qualifikation der Absolventen umfassend. Der so darstellbare Studienverlauf aus Bachelor und Master ist einzigartig im deutschen Raum und kann bei geeigneter Qualifikation bis zur Promotion führen. Die Qualifikationsziele aus diesen zwei Studiengängen ermöglichen es Absolventen, die Schnittstellenfunktion zwischen technologischer Entwicklung und Wissenschaft in einer Vielzahl von z. B. Forschungseinrichtungen zu besetzen.

## Berufsverbände und Interessensvertretungen der Meerestechnik
VSM - Verband für Schiffbau und Meerestechnik e. V.: Der 1984 gegründete VSM ist die politische und wirtschaftliche Interessenvertretung der deutschen maritimen Industrie. Der Verband vertritt nach eigenen Angaben rund 700 Industriebetriebe, Gewerbetreibende und Organisationen mit rund 200.000 hochqualifizierten Beschäftigten. Diese sind verortet in der komplexen Wertschöpfungskette für die Produktion und Wartung von Schiffen und Booten, sowie von meerestechnischen Anlagen für kommerzielle, hoheitliche und private Kunden weltweit. Dabei vertritt der Verband seine Mitglieder unter anderem in den relevanten Gremien:
- SEA EUROPE, dem Dachverband der europäischen Schiffbau- und maritimen Zulieferindustrie
- VBW, dem Verein für europäische Binnenschifffahrt und Wasserstraßen e. V.
- CMT, dem Center of Maritime Technologies e. V.
- AVIF, der Arbeitsgemeinschaft der Eisen und Metall verarbeitenden Industrie
- Stiftung Offshore Windenergie
- NSMT, der Normenstelle Schiffs- und Meerestechnik im DIN
- AUMA, dem Ausstellungs- und Messeausschuss der Deutschen Wirtschaft e. V. STG, der Schiffbautechnischen Gesellschaft e. V.
- DMZ, dem Deutschen Maritimen Zentrum e. V.

GMT – Gesellschaft für Maritime Technik e. V.: Die 1983 gegründete GMT ist ein anerkannter gemeinnütziger Verein, der bundesweit die Interessen von Unternehmen und Forschungseinrichtungen auf dem Gebiet der Meerestechnik gegenüber der Öffentlichkeit und den politischen Entscheidungsträgern vertritt. Die Interessensvertretung erfolgt unter anderem in den relevanten Gremien:
- Fachgruppe Maritime Wirtschaft
- Nationaler Masterplan Maritime Technologien
- Fachbeirat Maritimes Forschungsprogramm
- Beirat der Deutschen Allianz für Meeresforschung
- Kuratorium Stiftung Off-shore Windenergie
- Beirat des Deutschen Maritimen Zentrums
- Beirat der DeepSea Mining Alliance
- Beirat der weltgrößten Leitmesse „SMM - Shipbuilding, Machinery and Marine Technology“
- Beirat des Maritimen Clusters Norddeutschlands

MCN – Maritimes Cluster Norddeutschland: Seit 2017 agiert der MCN als Verein und bietet seinen mehr als 350 Mitgliedern aus Wirtschaft, Wissenschaft und Politik ein breites Angebot zu Förderprogrammen, Fachveranstaltungen, Wissenstransfer und Netzwerk. Die Förderung des MCN erfolgt durch die fünf norddeutschen Bundesländer Bremen, Hamburg, Mecklenburg-Vorpommern, Niedersachsen und Schleswig-Holstein. Die Agende der Ausrichtung und Schwerpunktsetzung wird durch die Mitgliederversammlung verabschiedet; aktuell die Strategie 2025.